# Retro City Rampage
Retro City Rampage es un videojuego de acción-aventura desarrollado y publicado por Vblank Entertainment. Es una parodia de los juegos retro y la cultura pop de las décadas de 1980 y 1990, así como Grand Theft Auto y  juegos similares. Fue lanzado por primera vez para PlayStation 3, PlayStation Vita y Microsoft Windows en 2012, con versiones posteriores lanzadas para varias otras plataformas. Una versión mejorada, Retro City Rampage DX, fue lanzada para Nintendo 3DS en 2014, seguida de adaptaciones posteriores para otras plataformas. Los puertos anteriores de la versión original se actualizaron posteriormente a la versión "DX" a través de actualizaciones gratuitas.
Una versión de MS-DOS, Retro City Rampage 486, fue lanzada el 29 de julio de 2015, como una ejecución física limitada en un disquete así como descarga digital gratuita para los propietarios de la versión moderna del juego para computadora.

## Sinopsis
En la ciudad de Theftropolis en 1985, "The Player", un matón a sueldo, es contratado como secuaz de un importante sindicato del crimen dirigido por Jester. Tres años más tarde, durante un atraco a un banco que salió mal, The Player se encuentra con una cabina telefónica que viaja en el tiempo, que luego roba a sus dueños. La cabina lo lanza hacia adelante una cantidad indeterminada de tiempo al año 20XX. Al llegar, la cabina se descompone y llega un hombre llamado Doc Choc (una parodia del Dr. Emmett Brown de las películas Regreso al futuro) en su propio vehículo que viaja en el tiempo y rescata al jugador, creyendo erróneamente que es un héroe que viaja en el tiempo.
El jugador debe trabajar con Doc Choc para reunir las piezas raras necesarias para reparar la cabina del tiempo, mientras se encuentra con numerosas referencias y parodias de videojuegos y cultura pop de la década de 1980, incluidas las fuerzas del orden, el bufón, los estudiantes de Bayside High School y el Dr. Von Buttnik (un parodia del archienemigo de Sonic the Hedgehog Dr. Robotnik), el rival de Doc Choc y director de I+D de A.T. Corp, una corporación tecnológica que desea usar la máquina del tiempo para controlar el mercado de la electrónica.

## Jugabilidad
El juego está inspirado en los juegos de Grand Theft Auto de Rockstar Games, en el que el jugador puede completar una variedad de misiones dentro de una enorme ciudad que está abierta para explorar. Durante el desarrollo, se planificaron alrededor de 50 misiones de historia y 30 niveles de desafío. Los elementos de juego compartidos con "GTA" incluyen la gran variedad de armas, las tiendas misceláneas, la capacidad de secuestrar vehículos y la capacidad de atraer la atención de la policía con violencia y destrucción.
Como homenaje a numerosos videojuegos de 8 bits, Retro City Rampage incorpora elementos de diseño de muchos géneros diferentes y presenta 16 filtros gráficos que simulan varias computadoras y consolas de juegos retro. Aunque se juega principalmente desde una de arriba hacia abajo vista de pájaro, en secciones específicas, puede cambiar a una perspectiva estrictamente bidimensional al estilo de un juego de plataformas 2D.
El juego también incluye un "Modo de itinerancia libre" que permite a los jugadores explorar libremente la ciudad y causar tanto caos como puedan. Este modo también se puede jugar con personajes desbloqueables de otros juegos independientes: como Super Meat Boy, Commander Video de Bit.Trip y Steve de Minecraft, entre otros.
El 28 de febrero, el mismo día del lanzamiento de Wii, se puso a disposición una actualización para PC que permitía a los usuarios acceder a una versión del prototipo del juego, llamado ROM City Rampage. ROM City Rampage es una adaptación de Retro City Rampage a NES homebrew y emulado dentro de Retro City Rampage. Los usuarios de PC recibieron la actualización de forma gratuita y se incluyó con las versiones Wii y 3DS. La actualización se lanzó más tarde en PSN y Xbox Live.

## Desarrollo
El concepto de Retro City Rampage surgió originalmente de un proyecto homebrew que comenzó en 2002. En su tiempo libre, el programador de juegos Brian Provinciano construyó su propio Nintendo Entertainment System kit de desarrollo y se dedicó a rehacer uno de sus títulos favoritos, Grand Theft Auto III, con gráficos de sprites de 8 bits, bajo el nombre en clave de Grand Theftendo. En la Conferencia de desarrolladores de juegos de 2011, reveló sus métodos y mostró cómo, durante varios años, creó herramientas de software avanzadas para ayudarlo a superar las limitaciones del hardware del sistema de entretenimiento de Nintendo, antes de cambiar el desarrollo a la PC.
En un momento del proceso, comenzó a agregar personajes y ubicaciones de otros juegos que disfrutaba desde su infancia. Esto finalmente lo inspiró a trabajar en el proyecto a tiempo completo, pero en lugar de usar escenarios de "GTA III", decidió crear un juego completamente nuevo con contenido original en 2007, que sería lanzado como título descargable para consolas. . Usó un editor de mapas en tiempo real para ajustar y depurar sobre la marcha, y también integró varias sugerencias de los probadores de juego.
Durante la mayor parte del proyecto, había trabajado de forma completamente independiente en el diseño, la codificación y el arte. Más adelante en el desarrollo, contrató a un artista de píxeles para que lo ayudara con el diseño visual del juego y lo revisó. También trajo a tres compositores de videojuegos de renombre, Leonard "FreakyDNA" Paul, Jake "Virt" Kaufman y Matt "Norrin Radd" Creamer, para crear canciones chiptune para la banda sonora del juego. Provinciano afirmó que el juego contiene aproximadamente dos horas y media de música chiptune. El 22 de febrero de 2012, se lanzó la banda sonora de "Retro City Rampage" en Bandcamp.
El juego rinde homenaje a muchos títulos a través del título, la narración, los niveles y las habilidades de los personajes, como River City Ransom, Super Mario Bros., The Legend of Zelda, Duck Hunt, Mega Man,  Contra, Bionic Commando, Metal Gear , Smash TV, y Teenage Mutant Ninja Turtles, entre otros. El juego también rinde homenaje a las frases ingeniosas "cursis", los programas de televisión y la cultura pop, así como cameos que incluyen Phil Fish (creador de Fez), Billy Campbell, y Phil Guerrero (de YTV fama) con permiso.
A pesar de que el título del juego suena similar a "River City Ransom", La cuenta de Twitter "Retro City Rampage" de Vblank Entertainment ha declarado que el título, de hecho, no es una referencia a "River City Ransom".
El juego ha recibido varias actualizaciones desde el lanzamiento original, puliendo el juego y agregando funciones.
El 2 de julio de 2020, días después de anunciar un puerto de edición limitada de Wii exclusivo para Europa de la secuela de Retro City Rampage, Shakedown: Hawaii, Vblank Entertainment anunció que una versión física de Wii de Retro City Rampage, titulada Retro City Rampage DX+' también se lanzaría simultáneamente en la misma región el 9 de julio de 2020, con una tirada limitada de 3,000 ejemplares. Este lanzamiento especial de edición limitada también contará con animaciones e imágenes más pulidas.
Alrededor de la época en que estos lanzamientos físicos de edición limitada de Wii estuvieron disponibles, Provinciano reveló que también está trabajando para tratar de llevar Rampage a Game Boy Advance, un proyecto desafiante en el que dedicó años.

## Recepción
Retro City Rampage ha recibido críticas positivas. Tiene un metascore de 71 en Metacritic.
Hasta marzo de 2013, el juego había vendido alrededor de 100,000 copias. PS3 y las versiones para PC obtuvieron la mayor cantidad de ganancias, la versión para 360 fue la tercera y Wii quedó en último lugar con alrededor de 2,500 unidades vendidas.
En diciembre de 2014, el desarrollador anunció que el juego había alcanzado las 400,000 copias vendidas (y 270,000 unidades adicionales de PS+) y también reveló que las versiones para PC y la familia PlayStation fueron las más exitosas.

## Secuela
El 24 de noviembre de 2015, se anunció Shakedown: Hawaii, una secuela de Retro City Rampage. Ambientada 30 años después de los principales acontecimientos de Retro City Rampage, el juego presenta un mundo abierto, entornos destructibles y efectos visuales de 16 bits. El juego se lanzará para Microsoft Windows, PlayStation 4, PlayStation Vita, Nintendo 3DS y Nintendo Switch. El juego se lanzó el 7 de mayo de 2019 para todas las plataformas, con una versión de Nintendo 3DS lanzada el 19 de septiembre de 2019 en Norteamérica, Europa y Australia el 26 de septiembre de 2019. En junio de 2020, se reveló que Shakedown: Hawaii se lanzaría en Wii el 9 de julio de 2020 exclusivamente en Europa, lo que lo convertiría (y Retro City Rampage DX) en los últimos juegos de Wii. para ser lanzado oficialmente. También hay un puerto para Wii U que salió exclusivamente en Norteamérica en agosto de 2020, junto con un lanzamiento en Steam.